# Erigeron karvinskianus
Vergerette de Karwinski
Espèce
Classification phylogénétique
La Vergerette de Karwinski, Vergerette mucronée, Pâquerette des murailles ou Marguerite naine (Erigeron karvinskianus) est une espèce de plante herbacée de la famille des Asteraceae. C’est une plante de 10 à 40 cm de haut, donnant des fleurs blanches et roses sur le même pied. Originaire des montagnes du Mexique et d’Amérique centrale, elle a été introduite dans la plupart des pays tropicaux, subtropicaux et tempérés où elle s’est naturalisée. Elle est cultivée sur les rocailles des jardins mais est considéré comme une plante envahissante à Hawaï, La Réunion et dans d'autres îles.

## Nomenclature et étymologie
L’espèce a été décrite et nommée Erigeron karvinskianum par Augustin-Pyramus de Candolle (1778-1841) en 1836 dans Prodromus Systematis Naturalis Regni Vegetabilis 5: 285.
Le nom de genre Erigeron est un phytonyme latin, emprunté au grec ἠριγέρων (erigerôn) désignant  le Senecio vulgaris chez les Grecs Théophraste et Dioscoride (MM, 4, 96) ainsi que chez les Romains Pline 25, 165, Oribase etc. Le mot vient de ἦρι « tôt » et γέρων « vieillard », donc « vieux de bonne heure », ou bien le premier élément serait ἦρ « printemps » parce que les aigrettes blanches des fleurs apparaissent au printemps, selon Dioscoride, MM, 4, 96.
L’épithète spécifique karvinskianus est dédiée à Wilhelm Friedrich von Karwinski, explorateur bavarois de l’Amérique tropicale. Karwinski collecta la plupart de ses spécimens de l’espèce à Oaxaca, lors de son premier voyage au Mexique. L’épithète karvinskianum donnée par de Candolle a été corrigée en karvinskianus.

## Synonymes
Selon POWO, le nom valide Erigeron karvinskianus a 3 synonymes (par définition non valides) :
- Erigeron karvinskianus var. mucronatus (DC.) Asch.
- Erigeron mucronatus DC.
- Erigeron trilobus Sond.

## Description

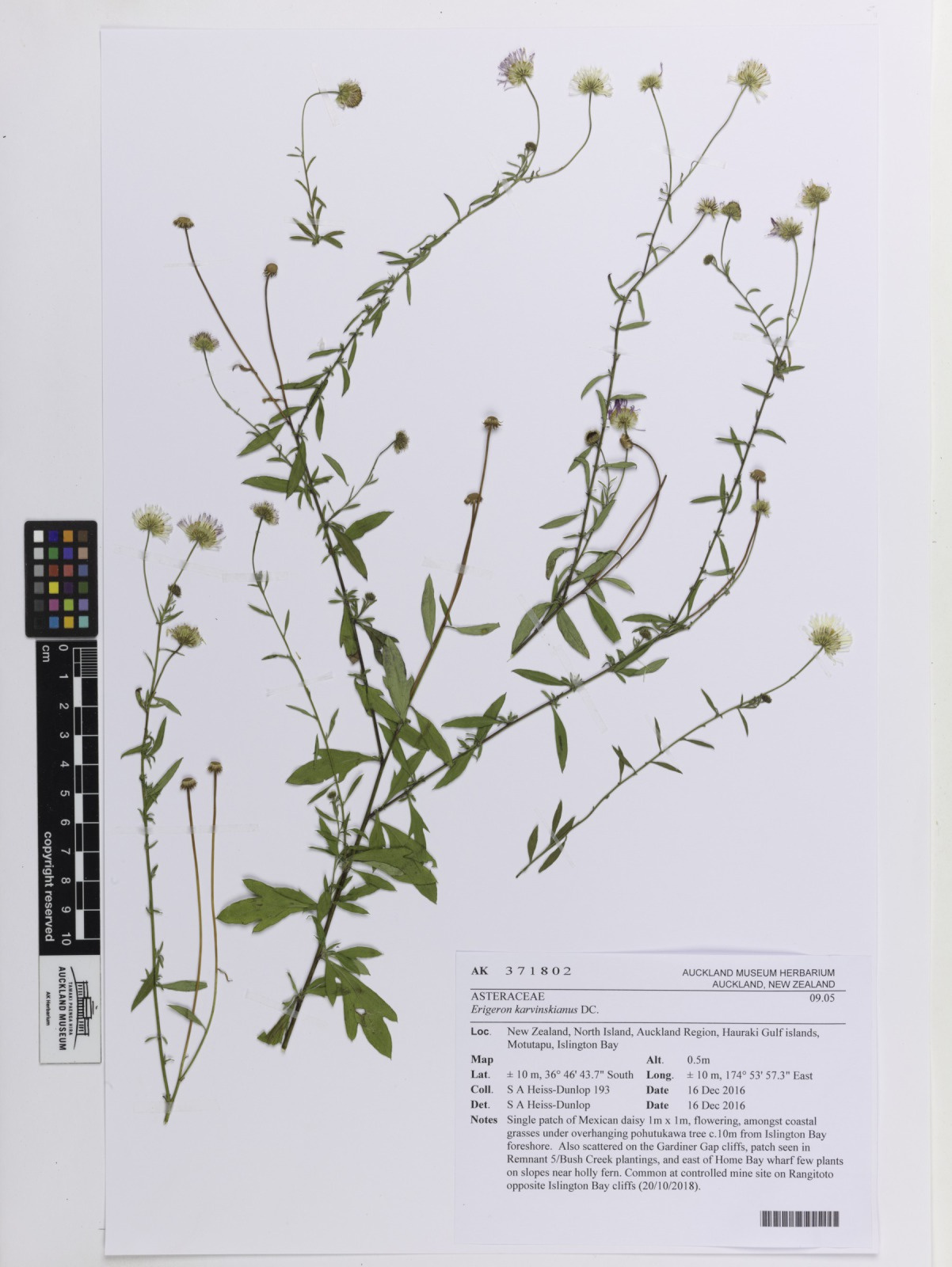
Erigeron karvinskianus

La vergerette de Karwinski est une plante herbacée vivace mais ne vivant souvent pas longtemps. Elle s’élève de 10 à 40 [voire 100] cm de hauteur. Le caudex est court, simple ou peu ramifié, la racine pivotante. Les tiges rampantes ou prostrées à ascendantes ou dressées, s'enracinent parfois aux nœuds et sont ramifiées vers le haut.
Les feuilles basales et inférieures sont généralement flétries à l’anthèse (floraison). Leur pétiole est étroitement ailé, et leur limbe elliptique ou obovale.
Les feuilles caulinaires sont courtement pétiolés, elliptiques à obovales ou oblancéolés, de 1–4 cm de long sur 0,3–1,4 cm de large, de taille régulière, non glandulaires, base atténuée à cunéiforme, bord 2-4-lobé ou entier, légèrement révoluté, apex aigu ou acuminé, mucronulé.
Les rameaux supérieurs peuvent porter un à deux capitules de 10–15 mm de diamètre. L’involucre campanulé porte des phyllaires (bractées) linéaires à lancéolées.
Les fleurons ligulés à la périphérie sont blancs ou parfois rosâtre avec une corolle de  5–8 mm. Cette espèce a donc la particularité d'offrir sur un même pied des fleurs de couleurs différentes: blanches, rose clair et rose foncé.
Les fleurons du disque sont bisexuées, jaunes, étroitement en forme d'entonnoir, en tube d’env. 2 mm.
Le fruit est un akène oblong, aplati, portant un pappus d’env. 2 mm.
La floraison a lieu de mai à septembre en France. Il fleurit presque toute l'année à l'état sauvage dans la plupart des pays tropicaux où il est naturalisé, et a tendance à fleurir pendant les mois les plus chauds dans les zones tempérées.

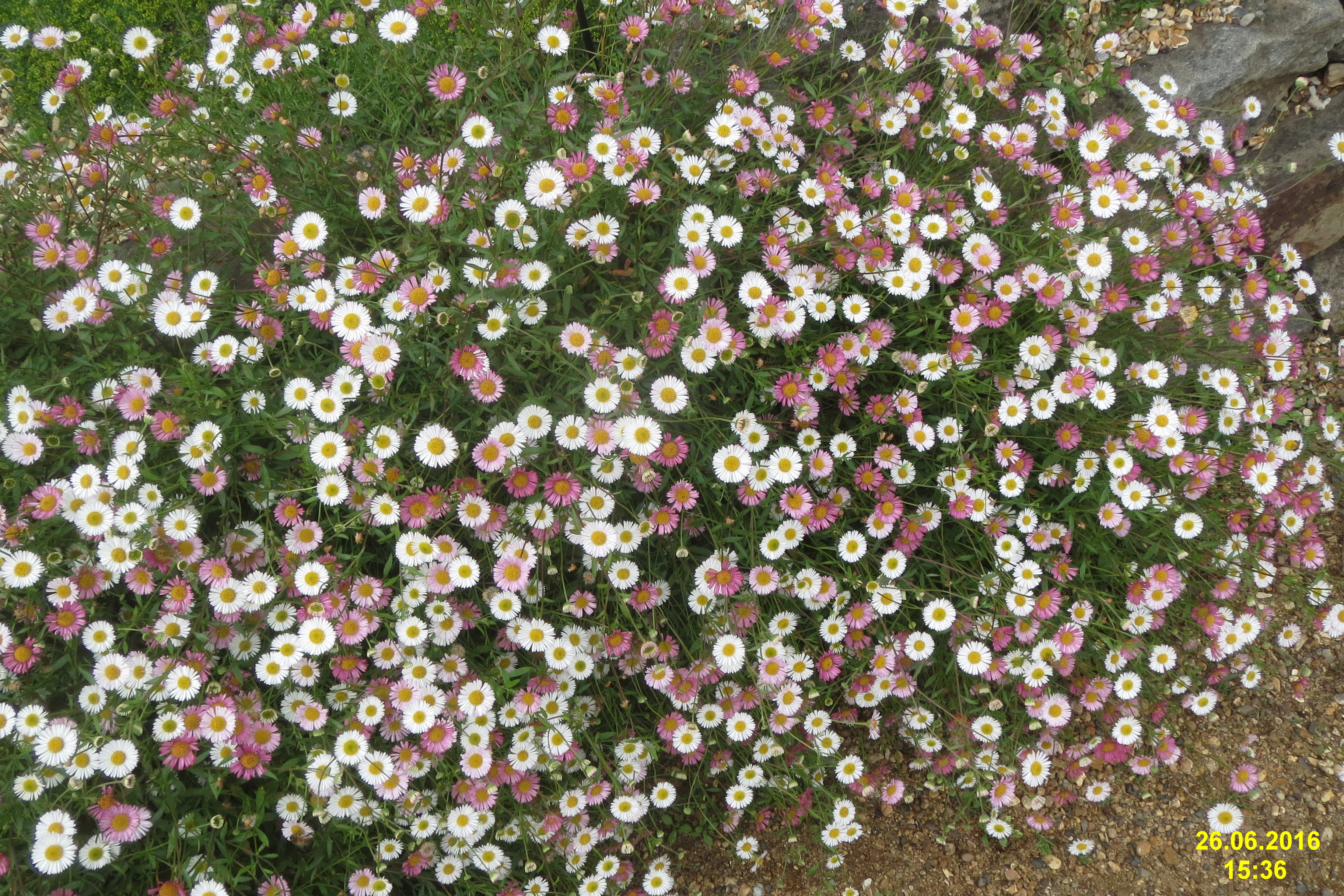
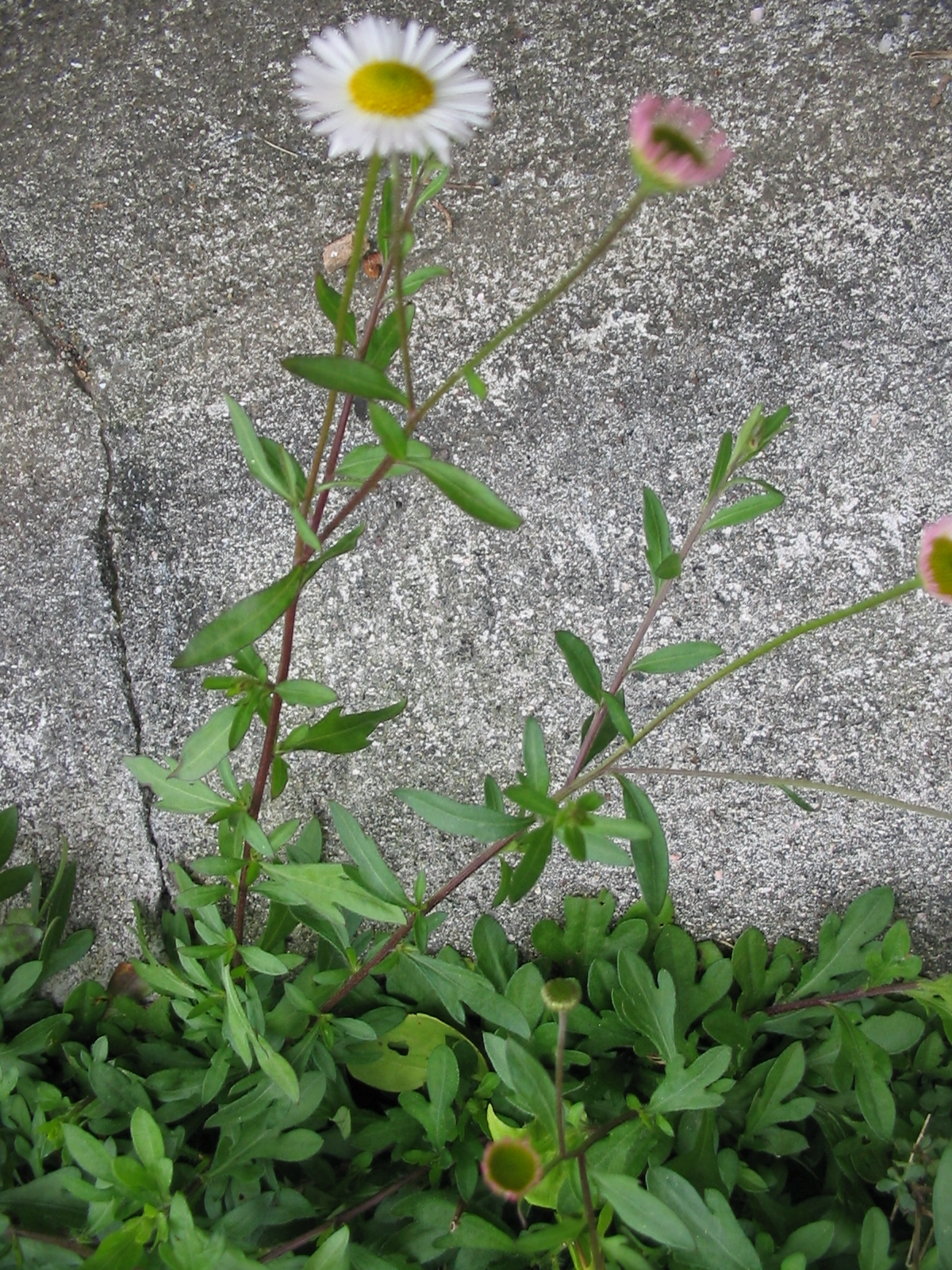
Port
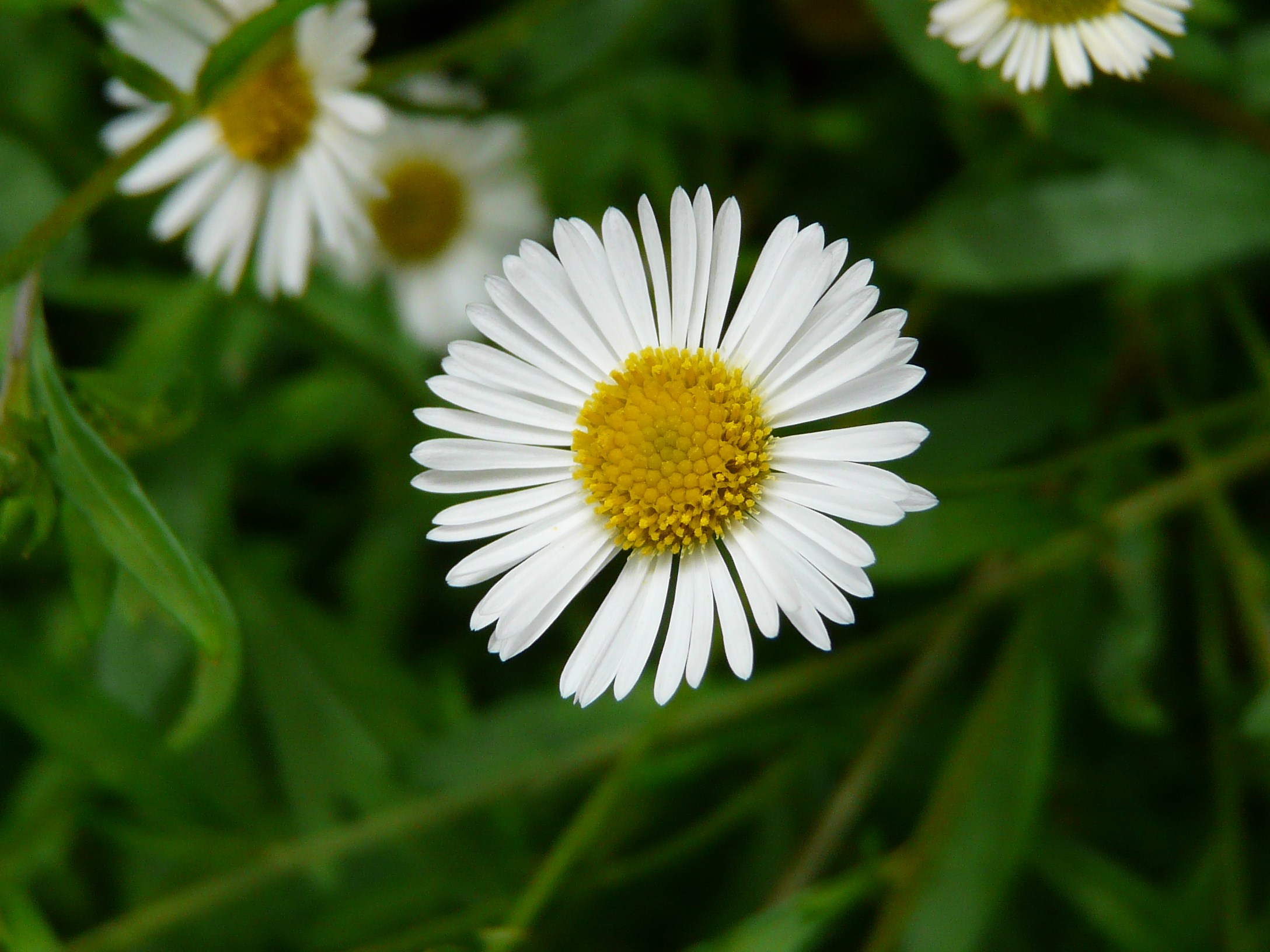
Capitule d'Erigeron karvinskianus
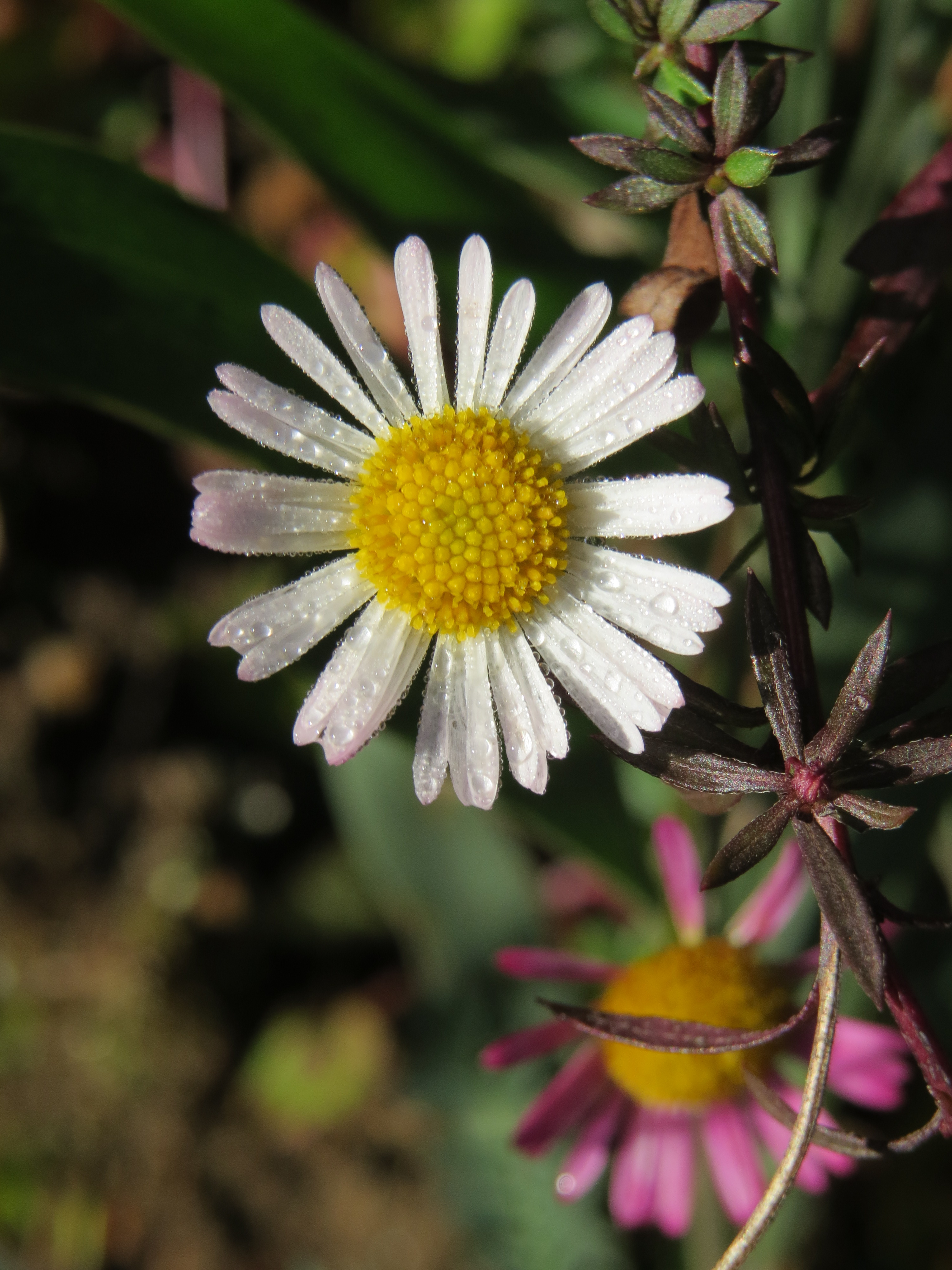

## Distribution
Selon  POWO, l’espèce est originaire du Mexique et d'Amérique centrale (Costa Rica, El Salvador, Guatemala, Honduras, Panama) et Colombie, Venezuela.
Elle a été introduite en Europe, Inde, Pakistan, Chine, Australie, Afrique (Maroc, Algérie, Congo, Zimbabwe), Amérique du Sud (Équateur, Pérou) où elle s’est naturalisée.

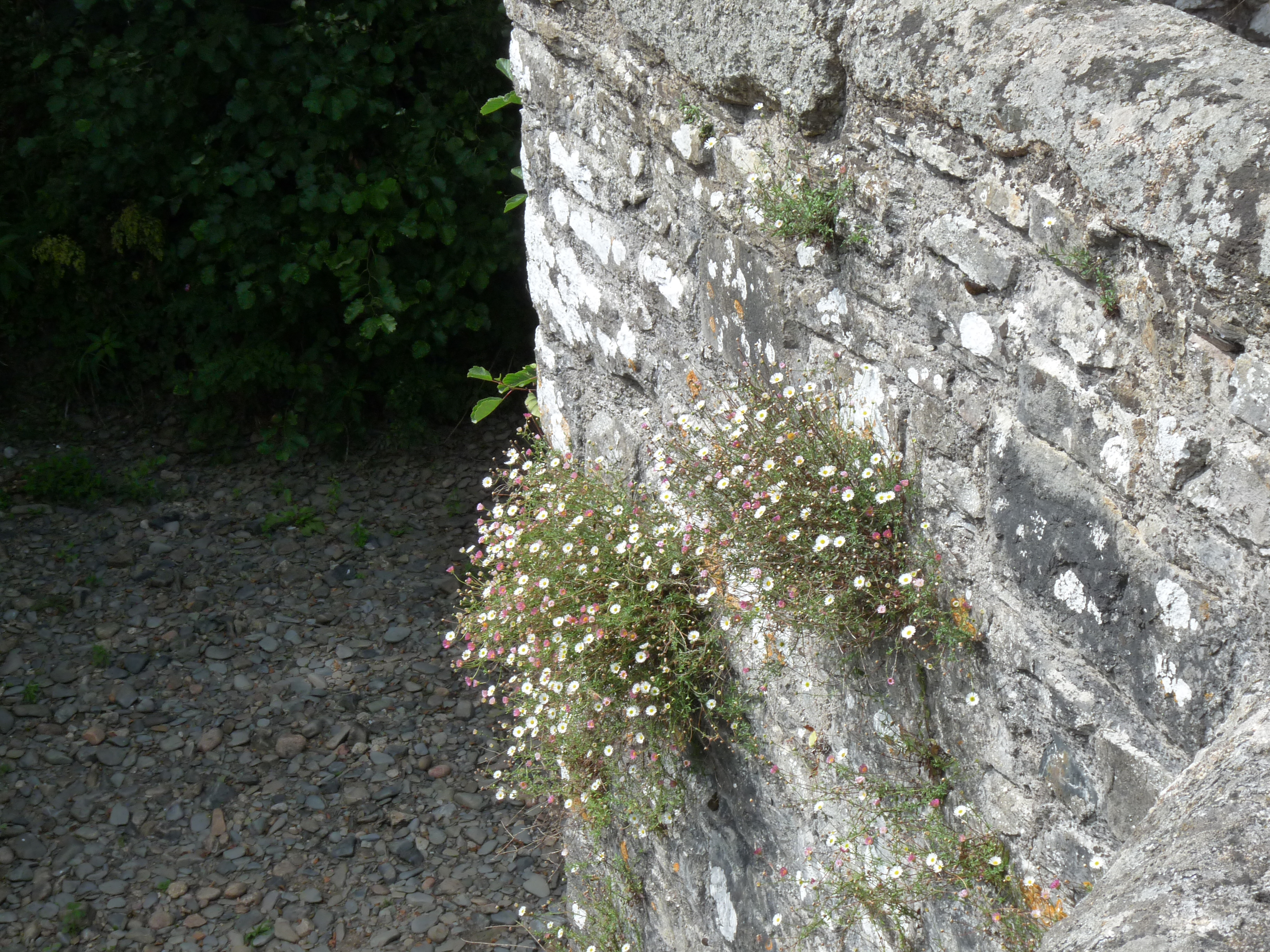
E. karvinskianus sur le vieux pont de la rivière (Staverton, Pays-Bas)
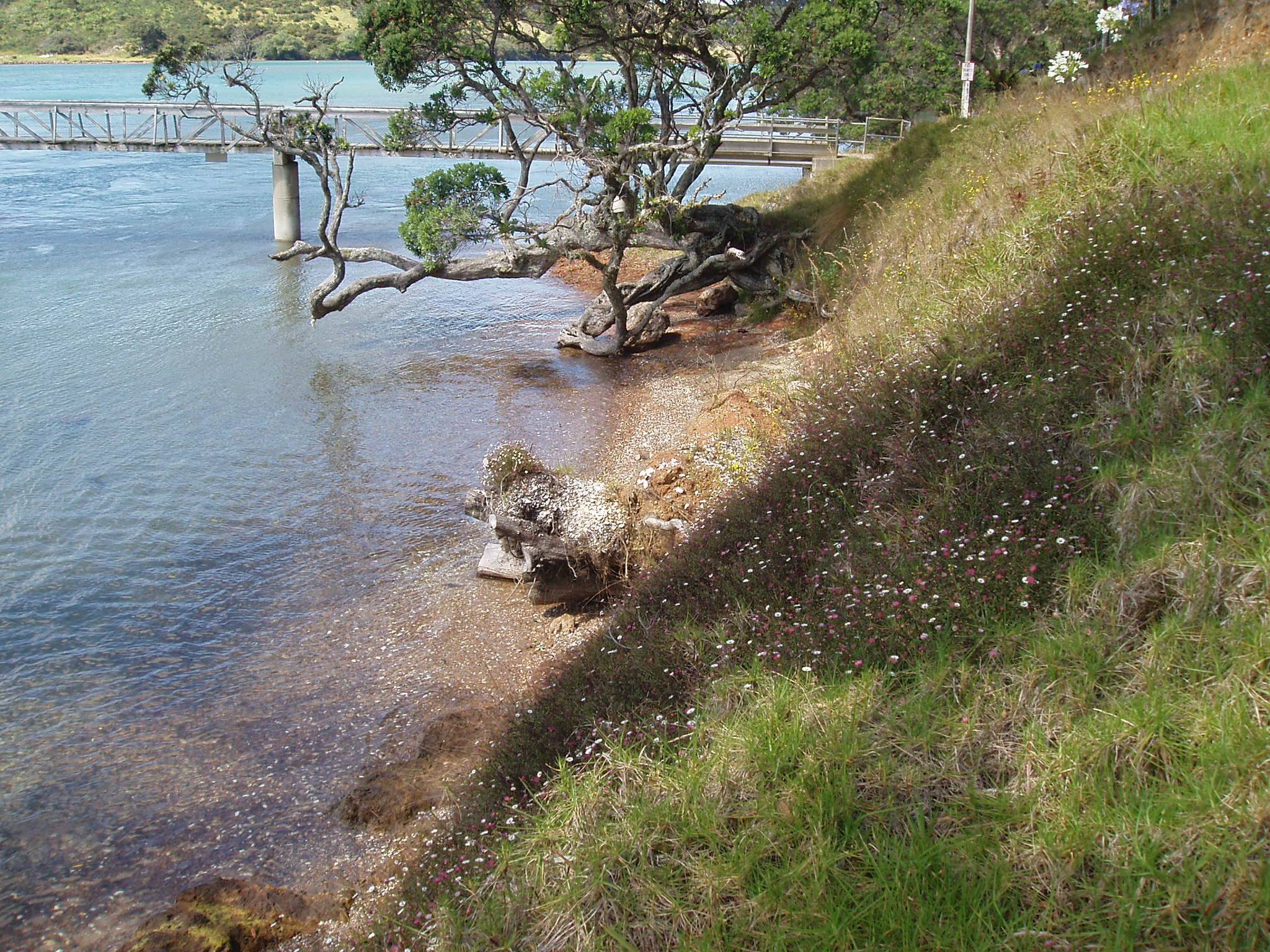
Auckland, Nouvelle-Zélande
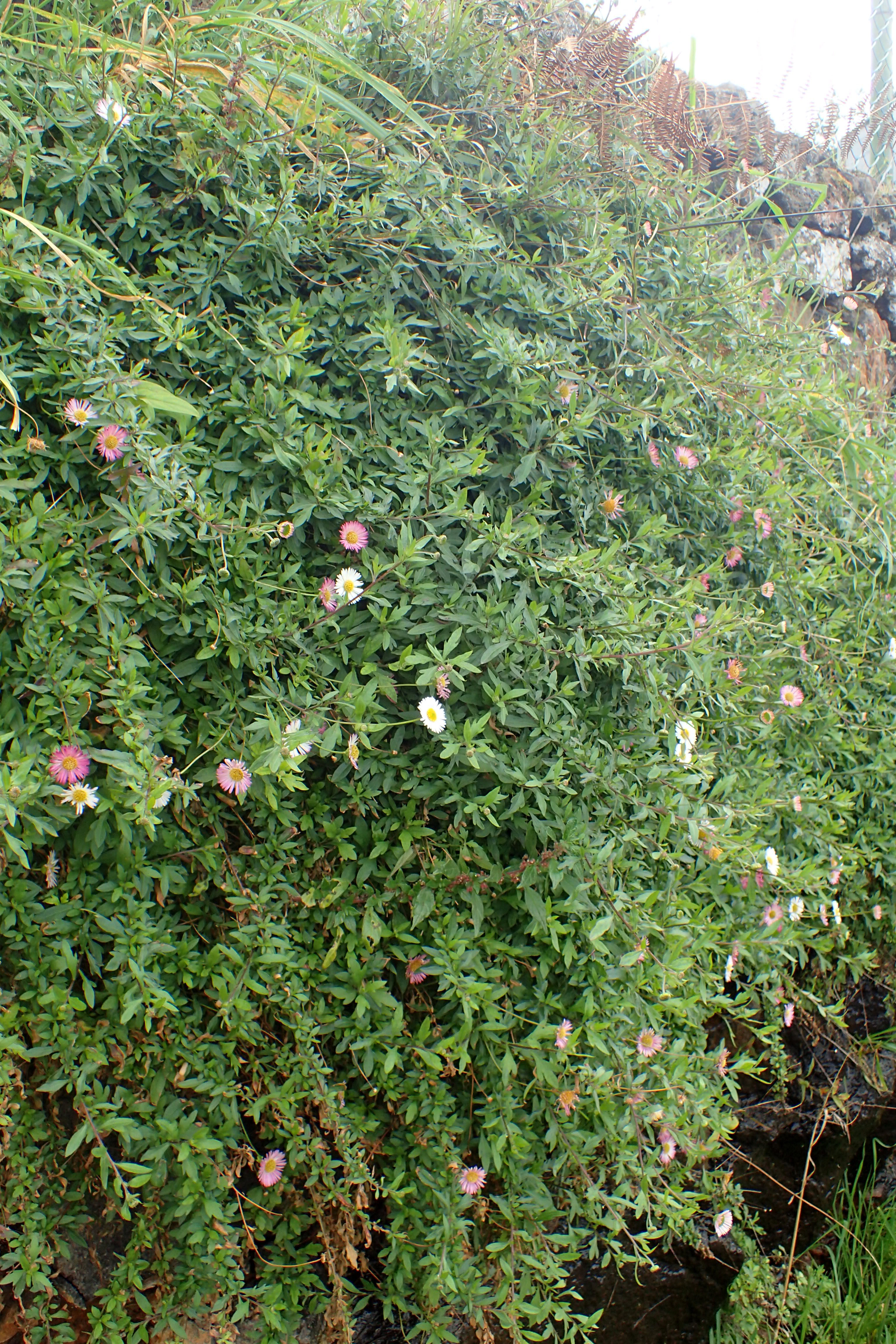
Tenerife, Canaries

## Habitat
E. karvinskianus provient des hautes altitudes d’Amérique tropicale sur les pentes et les sommets de 900 à 3 500 mètres. Il pousse principalement sur des berges ou des coteaux escarpés et ouverts, souvent sur des falaises ou dans des crevasses rocheuses, et est abondant dans les fourrés humides ou humides ou la forêt ouverte, souvent dans la forêt de pins et de chênes (900-3700 m).
Ailleurs dans le monde où il s’est naturalisé, il pousse dans presque tous les habitats ouverts,  et se reproduit et se propage rapidement pour former des tapis denses, étouffant les plantes indigènes. Il produit d'énormes quantités de graines anémochores qui parcourent de longues distances et tolère un large éventail de conditions environnementales.

## Utilisation
La Pâquerette des murailles prospère dans les rocailles, où elle est cultivée pour sa généreuse floraison (de mai jusqu'aux premières gelées), et sa rusticité. Elle résiste au froid jusqu’à −15 °C. Elle apprécie les lieux ensoleillés et tolère une ombre partielle.
Cette espèce largement cultivée et échappée est très variable. Bien que la variété 'mucronatus' (DC.) Aschers., également retrouvée sous le nom de 'mucronatus' (DC.) Hieron., ne soit pas reconnue, plusieurs cultivars ont été répertoriés tels que 'Bluetenmeer', 'Profusion', 'Stallone', 'Spindrift', ou 'Mer de fleurs'.

## Plante envahissante

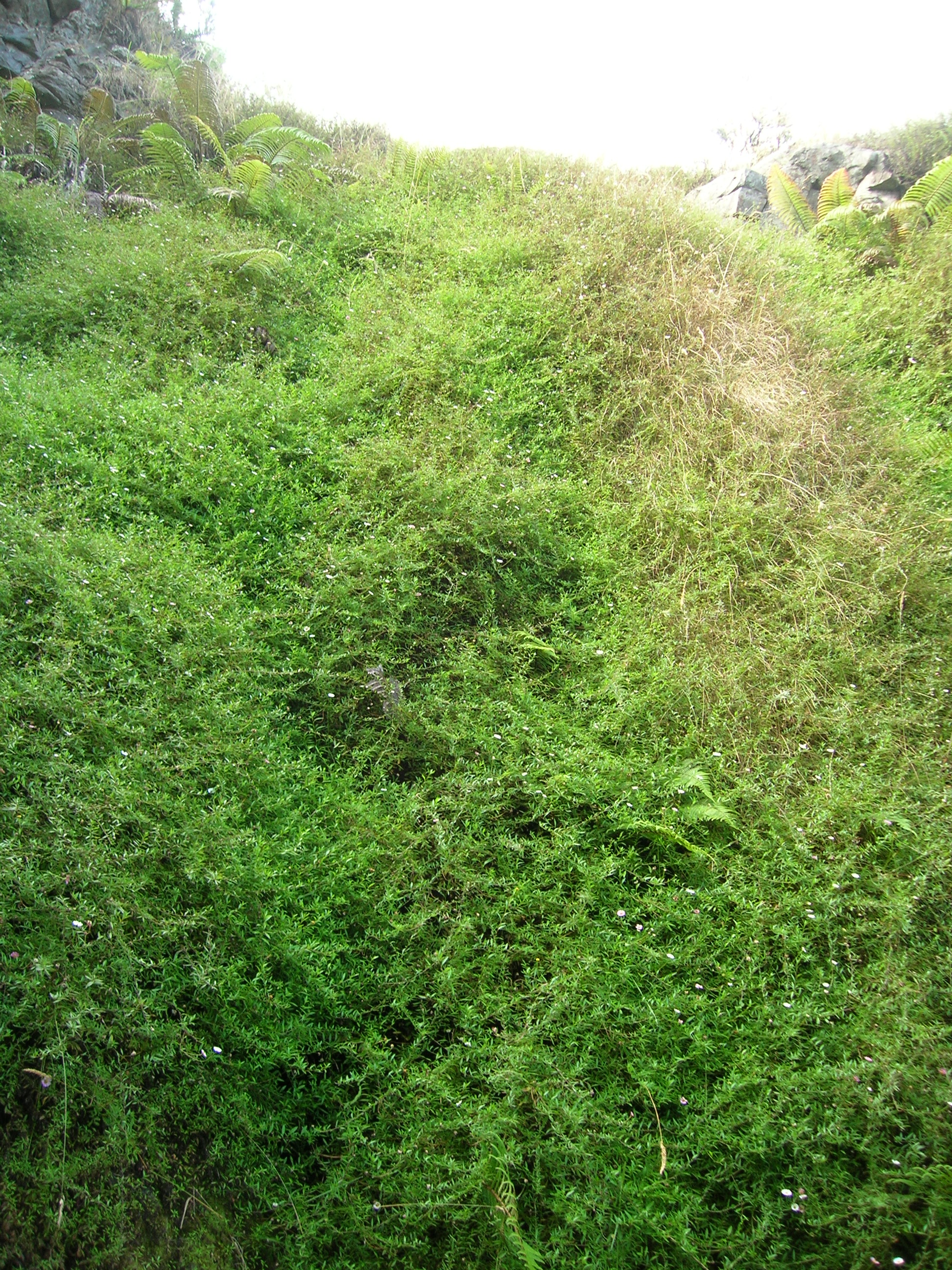
Envahissement à Maui, Pohakuokala Gulch, Hawaï

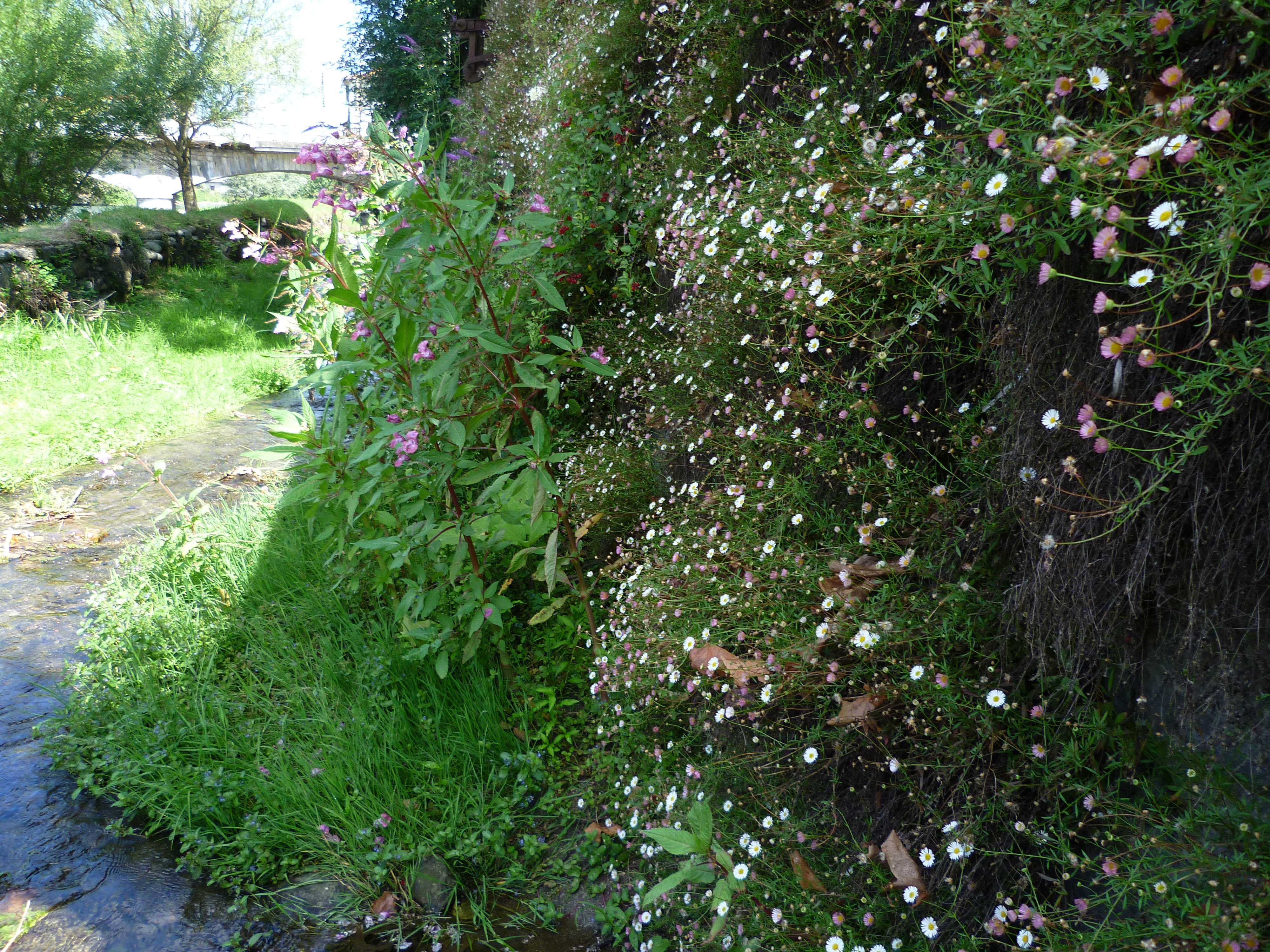
Fleurs du Salat à Saint-Girons (Ariège) (France)

Erigeron karvinskianus a probablement commencé à être cultivée peu après sa première description par de Candolle en 1836. Delaigne en 1987 a bien documenté la diffusion de l’espèce en France. Il suggère que l’espèce serait apparue en Europe en 1850. Rapidement, elle s’est échappée des cultures et est devenue une adventice.
Il produit un grand nombre de graines anémochores qui peuvent parcourir de longues distances (New Zealand's Biosecurity System, 2008 ). De plus, il s'enracine adventivement formant des tapis denses. Il est considéré comme largement apomictique (Solbrig, 1962 ) et agamosperme (Noyes, 2000 ).
Erigeron karvinskianus est considéré comme l'une des principales plantes envahissantes à Hawaï et à la Réunion, selon le groupe de spécialistes des espèces envahissantes de la CSE de l'UICN ( Global Invasive Species Database, 2008 ). Il est répertorié comme l'une des 300 principales plantes envahissantes des îles tropicales des océans Indien et Pacifique, d'Australie, de Nouvelle-Zélande et d'Afrique du Sud. 
Toutefois, il reste disponible à la vente dans les jardineries.
Son pouvoir d'accommodation lui a permis, en quelques décennies, de s'échapper des jardins européens pour coloniser les interstices des murs et des rochers.
Elle est maintenant subspontanée dans certaines villes du littoral atlantique, notamment en  Bretagne, aux Açores, dans la Région parisienne et en Suisse.